# Argiolestes amphistylus
Argiolestes amphistylus – gatunek ważki z rodziny Megapodagrionidae.